# Stein (Gossersweiler-Stein)
Stein ist mit rund 500 Einwohnern der kleinere von zwei Ortsteilen der Ortsgemeinde Gossersweiler-Stein im Landkreis Südliche Weinstraße in Rheinland-Pfalz. Bis 1970 war er eine selbständige Gemeinde.

## Lage
Der Ort liegt im südöstlichen Gemeindegebiet mitten im Wasgau, wie der Südteil des Pfälzerwaldes auch genannt wird, im sogenannten Gossersweiler Tal. Unmittelbar westlich des Siedlungsgebiets erhebt sich der 406 Meter hohe Eichelberg. Im näheren Einzugsgebiet befinden sich mehrere als Naturdenkmale eingestufte Felsformationen wie der Engelmannsfelsen unmittelbar nordwestlich des Siedlungsgebiets sowie der Dreifelsen, und der Krimhildenstein, die beide weiter südwestlich liegen. Letzterer ist als Steiner Nadel zudem Teil des Klettergebiet Südpfalz. Rund zwei Kilometer südwestlich des Ortes entspringt der in Ost-West-Richtung verlaufende Klingbach, der das Siedlungsgebiet jedoch nicht berührt.

## Geschichte
Bis zum Ende des 18. Jahrhunderts gehörte der Ort zum Unteramt Landeck, das sich im gemeinschaftlichen Besitz der Kurpfalz und des Hochstift Speyer befand. Von 1798 bis 1814, als die Pfalz Teil der Französischen Republik (bis 1804) und anschließend Teil des Napoleonischen Kaiserreichs war, war Gossersweiler in den Kanton Annweiler eingegliedert und unterstand der Mairie Schwanheim. 1815 hatte der Ort insgesamt 257 Einwohner; im selben Jahr wurde der Ort Österreich zugeschlagen.
Anschließend wechselte der Ort in das Königreich Bayern. Von 1818 bis 1862 gehörte er dem Landkommissariat Bergzabern an; aus diesem ging das Bezirksamt Bergzabern hervor. 1928 hatte Stein 451 Einwohner, die in 100 Wohngebäuden lebten. Die seinerzeit ausnahmslos katholische Bevölkerung gehörte damals zur Pfarrei von Goßersweiler. Ab 1939 war der Ort Bestandteil des Landkreises Bergzabern. Nach dem Zweiten Weltkrieg wurde Stein innerhalb der französischen Besatzungszone Teil des damals neu gebildeten Landes Rheinland-Pfalz. Im Zuge der ersten rheinland-pfälzischen Verwaltungsreform wechselte Stein 1969 in den neu geschaffenen Landkreis Landau-Bad Bergzabern, der seit 1978 Landkreis Südliche Weinstraße heißt. Ein Jahr später, am 1. März 1970, wurde der Ort zusammen mit der Nachbargemeinde Gossersweiler zur neuen Ortsgemeinde Gossersweiler-Stein zusammengelegt.

## Verkehr
Durch den Ort führt die Landesstraße 494, die ihn mit Völkersweiler, Silz und der Bundesstraße 48 verbindet. Die Buslinie 531 des Verkehrsverbundes Rhein-Neckar verbindet den Ort mit Landau in der Pfalz und Annweiler am Trifels.

## Infrastruktur
Mit der katholischen Kirche St. Martin, den Friedhofskreuzen, einem Tabakschuppen sowie zwei Wegekreuzen existieren vor Ort insgesamt fünf Objekte, die unter Denkmalschutz stehen. Einen halben Kilometer südlich des Siedlungsgebiets befindet sich unweit der Grenze zu Silz die Kapelle Zum Heiligen Kreuz. Südwestlich des Ortes liegt zudem das Anfang der 1970er Jahre errichtete Feriendorf Eichwald. Nach dem Zweiten Weltkrieg gründete sich mit dem SV Stein 1957 e. V. vor Ort ein Fußballverein; unmittelbar nach dem Zusammenschluss mit dem Nachbarort Gossersweiler im Jahr 1970 kam die Idee einer Kräftebündelung auf, die bereits im Dezember selben Jahres zur Fusion mit dem TuS Gossersweiler zum SV Gossersweiler-Stein mündete. Seither ist dieser in Gossersweiler ansässig. Südlich des Siedlungsgebiets befindet sich zudem ein Tennisplatz.

## Persönlichkeiten

### In Stein geboren
- Philipp Hammer (1837–1901), katholischer Priester, überregional bekannter Prediger und Volksredner

### Mit Stein verbunden
- Eva Justin (1909–1966), Rassenforscherin, führte in den 1930er Jahren vor Ort Feldforschungen für die nationalsozialistische Rassenkunde durch.